# Tonna lischkeana
Ốc khổng đô-li (Tonna lischkeana) là một loài ốc biển lớn, là động vật thân mềm chân bụng sống ở biển trong họ Tonnidae.
Loài này có ở vùng biển Việt Nam.